# Sienna Plantation
Sienna Plantation è un census-designated place degli Stati Uniti d'America situato nella contea di Fort Bend dello Stato del Texas.
La popolazione era di 13.721 persone al censimento del 2010. È situata nella giurisdizione extraterritoriale di Missouri City.

## Geografia fisica
Sienna Plantation è situata a 29°29′35″N 95°30′24″W (29.493136, -95.506707).
Secondo lo United States Census Bureau, ha un'area totale di 16,5 miglia quadrate (43 km²), di cui 16,1 miglia quadrate (42 km²) di terreno e 0,3 miglia quadrate (0,78 km², 1.82%) d'acqua.
Sienna Parkway, la principale arteria di Siena Plantation, si vicino alla Texas State Highway 6.

## Società

### Evoluzione demografica
Secondo il censimento del 2000, c'erano 1.896 persone, 565 nuclei familiari e 510 famiglie residenti nella città. La densità di popolazione era di 117,4 persone per miglio quadrato (45,3/km²). C'erano 665 unità abitative a una densità media di 41,2 per miglio quadrato (15,9/km²). La composizione etnica della città era formata dal 66,67% di bianchi, il 16,56% di afroamericani, lo 0,58% di nativi americani, il 4,59% di asiatici, il 9,18% di altre razze, e il 2,43% di due o più etnie. Ispanici o latinos di qualunque razza erano il 17,09% della popolazione.
C'erano 565 nuclei familiari di cui il 57,2% aveva figli di età inferiore ai 18 anni, l'84,1% erano coppie sposate conviventi, il 4,2% aveva un capofamiglia femmina senza marito, e il 9,6% erano non-famiglie. Il 8,0% di tutti i nuclei familiari erano individuali e lo 0,7% aveva componenti con un'età di 65 anni o più che vivevano da soli. Il numero di componenti medio di un nucleo familiare era di 3,36 e quello di una famiglia era di 3,56.
La popolazione era composta dal 35,6% di persone sotto i 18 anni, il 5,1% di persone dai 18 ai 24 anni, il 40,5% di persone dai 25 ai 44 anni, il 16,2% di persone dai 45 ai 64 anni, e il 2,5% di persone di 65 anni o più. L'età media era di 32 anni. Per ogni 100 femmine c'erano 106,8 maschi. Per ogni 100 femmine dai 18 anni in giù, c'erano 98,2 maschi.
Il reddito medio di un nucleo familiare era di 97.466 dollari, e quello di una famiglia era di 100.310 dollari. I maschi avevano un reddito medio di 63.241 dollari contro i 41.607 dollari delle femmine. Il reddito pro capite era di 34.432 dollari. Circa il 2,9% delle famiglie e il 4,6% della popolazione erano sotto la soglia di povertà, incluso il 4,7% di persone sotto i 18 anni enessuno di 65 anni o più.